# Alan Greenspan
Alan Greenspan (Nueva York, 6 de marzo de 1926) es un economista estadounidense que fue presidente de la Reserva Federal de Estados Unidos entre 1987 y 2006.
Fue nominado al puesto por los presidentes Ronald Reagan, George H. W. Bush, Bill Clinton y George W. Bush.

## Infancia y formación
Greenspan nació en el vecindario de Washington Heights (Manhattan), en la ciudad de Nueva York. Su padre, Herbert Greenspan, procedía de una familia judía de origen rumano, mientras que su madre, Rose Goldsmith, descendía de una familia de húngaros judíos. Alan Greenspan fue hijo único.
Greenspan domina el clarinete y el saxofón, habiendo llegado a tocar con Stan Getz cuando coincidieron en la universidad. Estudió clarinete en la Juilliard School desde 1943 hasta 1944, momento en el que se unió a un grupo profesional de jazz. Volvió a la Universidad de Nueva York (NYU) en 1945, obteniendo en 1948 el Bachelor of Science summa cum laude en economía. Así mismo, en 1950 conseguiría el Master of Arts, también en economía.
Greenspan acudiría a la Universidad de Columbia, tratando de realizar estudios de economía avanzada. Los estudios de Greenspan serían tutelados por Arthur Burns, futuro Presidente de la Reserva Federal, cuyos planteamientos se centraban en denunciar los peligros de la inflación.
En 1977, la Universidad de Nueva York (NYU) le concedería el doctorado en economía. Su Tesis doctoral no está disponible en la NYU desde que fue retirado a petición del propio Greenspan, en 1987, cuando fue nombrado presidente de la Reserva Federal.
No obstante, se ha encontrado una copia, en cuya introducción se incluye una reflexión sobre el incremento de los precios de la vivienda, y su efecto en el consumo; incluso se anticipaba la aparición de una creciente burbuja inmobiliaria.

## Carrera

### Antes de la Reserva Federal
Durante sus estudios de economía en la Universidad de Nueva York, Greenspan trabajó bajo Eugene Banks, un director gerente en el banco de Wall Street, Brown Brothers Harriman, en el departamento de investigación de capital de la empresa. De 1948 a 1953, Greenspan trabajó como analista en el National Industrial Conference Board (actualmente conocido como The Conference Board), un grupo de expertos orientado a los negocios y la industria en Nueva York. De 1955 a 1987, cuando fue nombrado presidente de la Reserva Federal, Greenspan fue presidente de Townsend-Greenspan & Co., Inc., una firma de consultoría de economía de Nueva York, un periodo de 32 años interrumpido solo desde 1974 a 1977 por su servicio como Presidente del Consejo de Asesores Económicos bajo el presidente Gerald Ford.
A mediados de 1968, Greenspan acordó servir a Richard Nixon como su coordinador de política interna en la campaña de nominación. Greenspan también se ha desempeñado como director corporativo de Aluminum Company of America (Alcoa); Procesamiento automático de datos; Capital Cities / ABC, Inc .; Alimentos generales; J. P. Morgan & Co .; Morgan Guaranty Trust Company; Mobil Corporation; y la empresa Pittston. Fue director de la organización de política exterior, Consejo de Relaciones Exteriores entre 1982 y 1988. También se desempeñó como miembro del influyente cuerpo asesor financiero con sede en Washington, el Grupo de los Treinta en 1984.

### Presidente de la Reserva Federal
El 2 de junio de 1987, el presidente Ronald Reagan nominó a Greenspan como sucesor de Paul Volcker como presidente de la Junta de Gobernadores de la Reserva Federal, y el Senado lo confirmó el 11 de agosto de 1987. El inversor, autor y comentarista Jim Rogers ha dicho que Greenspan presionó para obtener esta presidencia.
Dos meses después de su confirmación, Greenspan dijo inmediatamente después del colapso bursátil de 1987 que la Fed "afirmó hoy su disposición a servir como una fuente de liquidez para apoyar al sistema económico y financiero".
George HW Bush culpó a la Política de la Fed de no ganar un segundo mandato. El presidente demócrata Bill Clinton volvió a nombrar a Greenspan y lo consultó sobre asuntos económicos. Greenspan prestó apoyo al programa de reducción del déficit de Clinton en 1993. Greenspan tenía una orientación fundamentalmente monetarista en la economía, y sus decisiones de política monetaria siguieron en gran medida las prescripciones reglamentarias estándar de la Regla de Taylor. Greenspan también jugó un papel clave en la organización del rescate de Estados Unidos a México durante la crisis del peso mexicano de 1994-95.
En 2000, Greenspan elevó las tasas de interés varias veces; muchos creían que estas acciones habían causado el estallido de la burbuja de las puntocom. Sin embargo, según el Premio Nobel Paul Krugman, "no aumentó las tasas de interés para frenar el entusiasmo del mercado, ni siquiera buscó imponer requisitos de margen a los inversores bursátiles. En cambio, esperó hasta que estalló la burbuja, como lo hizo en 2000, luego trató de limpiar el desastre después ". E. Ray Canterbery está de acuerdo con la crítica de Krugman.
En enero de 2001, Greenspan, en apoyo de la reducción de impuestos propuesta por el presidente Bush, declaró que el superávit federal podría acomodar un importante recorte de impuestos mientras pagaba la deuda nacional.
En otoño de 2001, como una reacción decisiva a los ataques del 11 de septiembre y diversos escándalos corporativos que socavaron la economía (escándalo Enron), la Reserva Federal liderada por Greenspan inició una serie de recortes de los tipos de interés que redujeron la tasa de los Fondos Federales al 1% en 2004. Al presentar la El Informe de Política Monetaria de la Reserva Federal en julio de 2002, dijo que se "engedró un crecimiento desproporcionado en las oportunidades para la avaricia. Una codicia infecciosa parece haberse aferrado a la mayor parte de nuestra comunidad de negocios", y sugirió que los mercados financieros deben ser regulados. Sus críticos, dirigidos por Steve Forbes, atribuyeron el rápido aumento en los precios de las materias primas y el oro a la política monetaria laxa de Greenspan, que según Forbes había causado una inflación excesiva de los activos y un dólar débil. A fines de 2004, el precio del oro era más alto que su promedio móvil de 12 años.
Greenspan aconsejó a los altos cargos del gobierno de George W. Bush que depusieran a Saddam Hussein por el bien del mercado petrolero. Creía que incluso una interrupción moderada del flujo de petróleo podría traducirse en altos precios del petróleo, lo que podría conducir al "caos" en la economía global y poner al mundo industrial "de rodillas". Temía que Saddam pudiera tomar el control del Estrecho de Ormuz y restringir el transporte de petróleo a través de él. En una entrevista en 2007, dijo, "la gente no se da cuenta en este país, por ejemplo, de cuán débiles son nuestros lazos con la energía internacional. Es decir, diariamente requerimos un flujo continuo. Si ese flujo se interrumpe, causa efectos catastróficos en el mundo industrial. Y es lo que hizo que [a Saddam] fuera mucho más importante saliera que Bin Laden ".
El 18 de mayo de 2004, Greenspan fue nominado por el presidente George W. Bush para servir durante un quinto mandato sin precedentes como presidente de la Reserva Federal. Anteriormente, fue nombrado para el cargo por los presidentes Reagan, George H. W. Bush y Clinton.
En un discurso de mayo de 2005, Greenspan declaró: "Hace dos años, en esta conferencia, argumenté que la creciente gama de derivados y la aplicación relacionada de métodos más sofisticados para medir y gestionar los riesgos habían sido factores clave que subyacen a la notable capacidad de recuperación del sistema bancario, que recientemente había ignorado las graves conmociones en la economía y el sistema financiero. Al mismo tiempo, indiqué algunas preocupaciones sobre los riesgos asociados con los derivados, incluidos los riesgos que plantea la concentración en ciertos mercados de derivados, especialmente el de venta libre (OTC) que comercializa opciones de tipos de interés en dólares estadounidenses ".
Greenspan se opuso a los aranceles contra la República Popular China por su negativa a permitir que el yuan subiera, sugiriendo en cambio que cualquier trabajador estadounidense desplazado por el comercio chino podría ser compensado a través del seguro de desempleo y los programas de reciclaje.
El mandato de Greenspan como miembro de la Junta terminó el 31 de enero de 2006, y el mayor especialista en la Gran Depresión de los años 30, Ben Bernanke, fue confirmado como su sucesor.
Como presidente de la junta, Greenspan no brindó ninguna entrevista transmitida desde 1987 hasta 2005.

## Movimiento objetivista
En 1952, Greenspan conoció a Ayn Rand, escritora y filósofa creadora del Objetivismo. Greenspan estuvo varios años en el círculo interno del llamado «Colectivo objetivista». Los críticos de izquierdas de Greenspan apuntan que sus políticas antiinflacionistas son consecuencia de sus años de implicación con un movimiento que apoya sin reservas la vuelta a lo que llaman el sound money e incluso el regreso al patrón oro. La evaluación que se hace de Greenspan desde el movimiento objetivista es muy ambivalente. Leonard Peikoff ha criticado abiertamente sus políticas al frente de la Reserva Federal, pero otros objetivistas apuntan a que Greenspan trató de salvar el sistema monetario estadounidense «desde dentro», tratando que fuera lo menos deshonesto posible.
En su libro The Age of Turbulence: Adventures in a New World, publicado en septiembre de 2007, Greenspan ofrece su opinión de que la guerra en Irak se debió al petróleo, escribiendo: «me entristece que sea políticamente inconveniente reconocer lo que todos sabemos: la guerra en Irak se trata inmensamente sobre petróleo». Greenspan ha aclarado más tarde este comentario en una entrevista. En dicha entrevista, Greenspan afirmó: «Yo no me refería a que ese fuese el motivo de la administración. Yo sólo digo que si alguien me preguntara "¿somos afortunados de haber sacado a Saddam?" Yo diría que fue esencial».

## Críticas a su gestión
En el inicio de la crisis económica de 2008, se acusó a Alan Greenspan de haber permitido durante su mandato la proliferación de los denominados derivados financieros (como las opciones, futuros, CFD, etc. que permiten obtener una mayor ganancia, pero también una pérdida más grande si el activo subyacente cambia de tendencia imprevistamente), que fueron la causa final de la crisis, y no haber permitido su regulación. El banquero Felix G. Rohatyn advirtió del peligro de estas operaciones calificándolas de "bombas de hidrógeno financieras", y Warren Buffett como "armas financieras de destrucción masiva que entrañan peligros que, aunque ahora estén latentes, pueden llegar a ser mortíferos". No obstante, Greenspan afirmó ante el Senado de Estados Unidos en 2003 que "lo que hemos visto a lo largo de los años en el mercado es que los derivados han sido un vehículo extraordinariamente útil para transferir el riesgo de las personas que no deberían asumirlo a aquellas que están dispuestas y son capaces de hacerlo".
Durante la crisis de 2008, mantuvo sus posiciones, considerando que la misma se producía una vez cada cien años y el problema no eran los contratos de derivados, sino la avaricia. No obstante, Frank Partnoy, catedrático de la Universidad de San Diego afirmó que estaba "claro que los derivados son un punto central de la crisis y él era uno de los principales defensores de la liberalización de los derivados". En opinión de muchos economistas, de haber actuado de otra manera Greenspan, la crisis se hubiera mitigado.
| Predecesor: Paul Volcker | Presidente de la Reserva Federal de EE. UU. 1987-2006 | Sucesor: Ben Bernanke |